# Municipio de Saline (condado de Cleburne)
El municipio de Saline (en inglés, Saline Township) es una subdivisión territorial del condado de Cleburne, Arkansas, Estados Unidos. Según el censo de 2020, tiene una población de 554 habitantes.
Los townships en Arkansas son subdivisiones exclusivamente territoriales. No tienen autoridades ni funciones asignadas.

## Geografía
Está ubicado en las coordenadas 35°32′35″N 92°12′22″O / 35.54306, -92.20611 (35.542965, -92.206022). Según la Oficina del Censo de los Estados Unidos, tiene una superficie total de 36,71 km², de la cual 22,33 km² corresponden a tierra firme y 14,38 km² es agua.

## Demografía
Según el censo de 2020, hay 554 personas residiendo en la zona. La densidad de población es de 24,81 hab./km². El 95,31 % son blancos, el 0,18 % es asiático, el 0,36 % son amerindios, el 0,90 % son de otras razas y el 3,25 % son de una mezcla de razas. Del total de la población, el 0,18 % es hispano o latino.